# Omelmont
Omelmont is een gemeente in het Franse departement Meurthe-et-Moselle (regio Grand Est) en telt 168 inwoners (1999). De plaats maakt deel uit van het arrondissement Nancy.

## Geografie
De oppervlakte van Omelmont bedraagt 4,7 km², de bevolkingsdichtheid is 35,7 inwoners per km².
De onderstaande kaart toont de ligging van Omelmont met de belangrijkste infrastructuur en aangrenzende gemeenten.

## Demografie
De figuur toont het verloop van het inwonertal (bron: INSEE-tellingen).